# Fernando de Almeida
Fernando de Almeida, född 3 augusti 1985, är en friidrottare från Brasilien. Han deltog vid olympiska sommarspelen 2008.